# Tardu Flordun
Tardu Flordun (Ankara, 25. svibnja 1972.) - turski kazališni, filmski i televizijski glumac
Sin je turskog glumca Macida Florduna. Od djetinjstva se zanimao za glumu. Poznat je pod nadimkom "Piti", koji mu je dao otac. Diplomirao je glumu na Sveučilištu Hacettepe u Ankari 1995. godine. Najviše je glumio u kazališnim predstavama npr. u "Hamletu" i "Don Juanu". Glumio je i u nekoliko filmova i TV-serija. Jedna od njegovih najpoznatijih uloga je uloga "Kerema" u TV-seriji "Tisuću i jedna noć".